# Mussolet de Califòrnia
El mussolet de Califòrnia (Glaucidium californicum) és una espècie d'ocell de la família dels estrígids (Strigidae). Habita els boscos de coníferes des del sud-est d'Alaska, nord de la Colúmbia Britànica, sud-oest d'Alberta, oest de Montana i centre de Colorado, cap al sud fins al sud de Califòrnia, centre d'Arizona i de Nou Mèxic i muntanyes del sud de Baixa Califòrnia. El seu estat de conservació es considera de risc mínim.